# ارنست داون
ارنست داون (انگلیسی: Ernest Down؛ ۱۹۰۲ – ۱۹۸۰) فرد نظامی اهل بریتانیا بود. وی همچنین برندهٔ جوایزی همچون نشان امپراتوری بریتانیا و نشان حمام شده‌است.